# Mattie
Mattie (piemontesisch Màtie, frankoprovenzalisch Matiës) ist eine Gemeinde in der italienischen Metropolitanstadt Turin (TO), Region Piemont.

## Lage und Einwohner
Mattie liegt knapp 50 km westlich von Turin im Susatal. Das Gemeindegebiet umfasst eine Fläche von 27 km² und hat 683 Einwohner (Stand 31. Dezember 2023). Mattie ist Mitglied in der Bergkommune Comunità Montana Bassa Valle di Susa e Val Cenischia. 
Die Nachbargemeinden sind Bussoleno, Susa, Meana di Susa, Roure und Fenestrelle.

## Geschichte

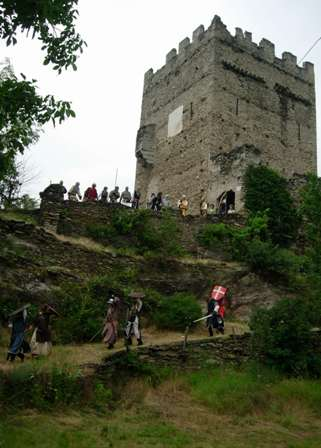
Die Burg von Mattie

Vermutlich ist die Gegend um Mattie seit der Jungsteinzeit von Menschen bewohnt. Vermutlich war es auch der Standort einer römischen und feudalen Siedlung. Die ersten sicheren Informationen stammen aus dem 7. Jahrhundert aus einer Urkunde von der Schenkung von Abo, dem Gründer der Abtei der Heiligen Petrus und Andreas von Novalesa. Später wird es auch in der Schenkungsurkunde von Olderico Manfredi aus dem Jahr 1029 für die Gründung der Abtei San Giusto di Susa erwähnt. Im Jahr 1065 überließ der Bischof von Turin, Cunimberto, seine Gerichtsbarkeit der Pfarrkirche Santa Maria Maggiore, die wiederum von der Prevostura von San Lorenzo di Olux verwaltet wurde. 
Aufgrund der Anwesenheit einer großen Glaubensgemeinschaft waldensischen Glaubens, die gegen Ende des 17. Jahrhunderts vollständig verbannt wurde, kam es zu sehr stürmischen religiösen Ereignissen. Ein wertvolles historisch-architektonisches Zeugnis, das mit der Kultur vergangener Jahrhunderte verbunden ist, ist die Pfarrkirche der Heiligen Kornelius und Cyprian aus dem 11. Jahrhundert, zu deren ursprünglicher Struktur der Glockenturm im romanischen Stil gehört. Im Inneren schmückt ein prächtiges Altarbild aus Holz den Hauptaltar. Bemerkenswert wegen seines künstlerischen Wertes ist die Burg in Menolzio aus dem 13. Jahrhundert, das von der Familie Farguili erbaut wurde. Wir erwähnen auch ein Werk der Militärarchitektur, den „Turm der Gerechtigkeit“, unweit der Burg, und ein befestigtes Gebäude aus dem Jahr 1597, das in der Nähe des Orsiera-Hügels errichtet wurde.